# Vilanòva de Mar
Vilanòva Lobet (nom occità) (en francès Villeneuve-Loubet) és un municipi francès situat al departament dels Alps Marítims i a la regió de Provença – Alps – Costa Blava. L'any 1999 tenia 12.935 habitants.

## Demografia
| 1962                                       | 1968  | 1975  | 1982  | 1990   | 1999   | 2006   |
| ------------------------------------------ | ----- | ----- | ----- | ------ | ------ | ------ |
| 2.679                                      | 3.865 | 6.001 | 8.083 | 11.539 | 12.935 | 14.104 |
| Des de 1962: població sense dobles comptes |       |       |       |        |        |        |

## Administració
| Període   | Identitat      | Partit |
| --------- | -------------- | ------ |
| 1971-1979 | Antony Fabre   |        |
| 1979-1995 | Max Chaminadas | RPR    |
| 1995-2001 | Lionnel Luca   | RPR    |
| 2001-     | Richard Camou  | RPR    |

## Agermanaments
- Forlimpopoli